# Ajmer (Staat)
Ajmer State war ein kurzlebiger Bundesstaat in Indien. Der Bundesstaat bildete eine Enklave in Rajasthan. Hauptstadt war die Stadt Ajmer.

## Geschichte
Im Jahr 1818 wurde Ajmer als einer der wenigen Orte in Rajputana direkt der britischen Kontrolle unterstellt. 1950 wurde Ajmer State aus der Provinz Ajmer-Merwara gebildet, die am 15. August 1947 entstanden war.  Mit dem States Reorganization Act 1956 wurde Ajmer mit Rajasthan vereinigt.

## Chief Commissioners
1. Shankar Prasada (1947 – 1948)
2. Chandrakant Balwantrao Nagarkar (1948 – 1951)
3. Anand Dattahaya Pandit (1952 – März 1954)
4. M.K. Kripalani (März 1954 – 31. Oktober 1956)

## Chief Minister
- Hari Bhau Upadhyay (1952 – 1956)